# Terza guerra carnatica
La terza guerra carnatica o terza guerra del Karnataka (1756-1763) fu uno scontro combattuto nel teatro indiano durante la guerra dei sette anni e come parte della terza delle guerre carnatiche che portarono al predominio inglese sulle coste orientali del subcontinente indiano.
Lo scoppio della guerra dei sette anni in Europa nel 1756 riaccese le ostilità tra francesi e inglesi anche in India. La terza guerra carnatica spostò il conflitto dall'India meridionale sino al Bengala dove le forze inglesi catturarono l'insediamento francese di Chandernagore (l'odierna Chandannagar) nel 1757. La guerra fu decisa da azioni militari nella parte meridionale del subcontinente, dove gli inglesi riuscirono a difendere con successo Madras, e dove Sir Eyre Coote sconfisse definitivamente i francesi, comandati dal conte di Lally nella battaglia di Wandiwash, nel 1760. Dopo questa sconfitta, la capitale francese in India, Pondicherry, cadde nelle mani degli inglesi nel corso di un assedio nel 1761.
La guerra si concluse con la firma del trattato di Parigi (1763), che restituì Chandernagore e Pondicherry alla Francia, permettendo ai francesi di disporre di fattorie in India, ma proibì nel contempo a loro di amministrarne i territori circostanti. I mercanti francesi si accordarono per sostenere il governo inglese, ponendo quindi così fine alle ambizioni territoriali francesi e lasciando la Gran Bretagna come potenza dominante in India.